# Cardin Le Bret de Flacourt (1675-1734)
Pour les articles homonymes, voir Lebret.
Pour les autres membres de la famille, voir Famille Le Bret.
Cardin Le Bret, seigneur de Flacourt, comte de Selles, né le 26 octobre 1675 à Flacourt (78) et mort le 16 octobre 1734 à Aix-en-Provence,  est un magistrat français.

## Biographie
Fils de Pierre-Cardin Lebret de Flacourt et de Marie-Françoise Veydeau de Grandmont, conseiller au parlement de Provence (1694), maître des requêtes ordinaires de l’Hôtel du roi (1696) commissaire du roi de France (1701), il reçoit les pleins pouvoirs pour délimiter les frontières entre la France et l’Espagne.
En 1704, il est nommé au poste d’Intendant à la place de son père et, fidèle à la couronne, il vend sa vaisselle d’argent afin de faire un emprunt pour payer l’armée et repousser l’invasion du duc de Savoie en Provence. Il se voit récompensé en étant nommé, à la suite de son père, premier président à mortier au parlement de Provence, le 30 juin 1710. Commandant de la force armée (1724), il devient comte de Selles en 1727 et s’éteint paisiblement dans la nuit du 14 octobre 1734. Le Comte de Selles a su se faire aimer du peuple, admirer et respecter par ses pairs : ce magistrat réunissait les postes qui donnent de l’autorité en Province écrit son neveu, le Marquis d’Argenson. Il a su garder la faveur des deux grands rois : « J’ai connaissance de votre zèle pour mon service » (lettre de Louis XIV) ; « Ne doutez pas que je sois toujours très content de vos services » (lettre de Louis XV).
Cardin Le Bret de Flacourt fit quatre mariages :
- le 30 juillet 1697 avec Marie-Thérèse de Lubert (1677-1699), fille de Louis Lubert, trésorier général de la marine
- le 12 mai 1708 avec Marguerite-Charlotte-Geneviève Le Ferron (morte sans enfants la même année)[3], fille de Jean-Baptiste Le Ferron, seigneur du Plessis-aux-Bois, maître des comptes à Paris et Grand maître des Eaux-et-Forêts de Flandre, Normandie, d'Île-de-France et Soissonnais.´
- en 1710 avec Thérèse-Angélique Croisset (morte en 1712), fille de Louis-Alexandre Croisset, marquis d’Estiau, premier président du parlement de Paris[4]
- en juillet 1712 avec Marguerite-Henriette de Labriffe, d'où postérité.

## Iconographie
Cardin Le Bret de Flacourt commanda un premier portrait à Hyacinthe Rigaud en 1708 puis en 1712.
Alors qu'il avait souhaité un simple buste lors de sa nomination comme premier président au parlement, Cardin opte cette fois-ci pour une posture plus ostentatoire : « Le comte est représenté debout, en grand costume de premier président, robe rouge, manteau d’hermine ; la main droite levée, la gauche appuyée sur son mortier […] tout est admirable dans ce tableau qui est un chef d’œuvre du maître ».
On retrouve en contrepartie la même expression du visage dans la gravure de Cundier, que Henri Van Hulst et Pierre-Jean Mariette disaient « inspiré sans aucun changement [d’un] portrait jusqu’aux genoux ».
On sait par divers témoignages qu’au moins deux portraits de Cardin étaient encore conservés, à la fin du XVIIIe siècle, en Provence. En 1790, Fauris de Saint-Vincens mentionnait également, « à l’hôtel de ville d’Aix, dans une salle à côté de celle ditte du conseil [...] le portrait de M. Lebret peint par Rigaud ». Ce dernier portrait semble avoir été détruit en 1792.